# Busen
Busen är en sjö i Leksands kommun i Dalarna och ingår i Dalälvens huvudavrinningsområde. Sjön har en area på 0,0407 kvadratkilometer och ligger 226,2 meter över havet. Sjön avvattnas av vattendraget Krokbäcken.

## Delavrinningsområde
Busen ingår i det delavrinningsområde (672788-146903) som SMHI kallar för Mynnar i Helgsjön. Medelhöjden är 264 meter över havet och ytan är 12,44 kvadratkilometer. Det finns inga avrinningsområden uppströms utan avrinningsområdet är högsta punkten. Krokbäcken som avvattnar avrinningsområdet har biflödesordning 3, vilket innebär att vattnet flödar genom totalt 3 vattendrag innan det når havet efter 272 kilometer. Avrinningsområdet består mestadels av skog (87 procent). Avrinningsområdet har 0,14 kvadratkilometer vattenytor vilket ger det en sjöprocent på 1,1 procent.